# Dzień dobry, panie Courbet
Dzień dobry, panie Courbet lub Spotkanie (franc. Bonjour Monsieur Courbet lub La rencontre) – obraz olejny francuskiego malarza Gustave’a Courbeta.

## Opis
Dzieło powstało na zamówienie Alfreda Bruyasa, kolekcjonera sztuki i długoletniego mecenasa Courbeta. Malarz zatytułował obraz „Spotkanie”, ale na wystawie światowej w Paryżu w 1855 r. krytycy prześmiewczo nazwali go Dzień dobry, panie Courbet. Obraz nie był później wystawiany aż do 1868 r., kiedy malarz podarował go Musée Fabre w Montpellier.
Dzieło przedstawia moment spotkania malarza z Bruyasem, któremu towarzyszy służący Calas i pies. Courbet powraca z czteromiesięcznego pleneru nad Morzem Śródziemnym, inne pozycje podają odmienne okoliczności – miałoby to nastąpić w okolicach Montpellier, gdzie malarz przebywał ze swym protektorem przez kilka miesięcy w 1854 r. Courbet ma przymocowane na plecach akcesoria malarskie. Spotkanie następuje na pylistej wąskiej drodze, pośród wiejskiego krajobrazu. Artysta ubrany jest dość swobodnie w strój podróżny. Kontrastują z nim postacie Bruyasa i służącego w oficjalnych ubraniach. Malarz był wysokim i postawnym mężczyzną. Takim też przedstawił się na obrazie. Alfred Bruyas wraz ze służącym pochylają przed nim głowy w pełnym szacunku geście, a Courbet przyjmuje ten akt z zadowoleniem. Jego podbródek jest nieco uniesiony do góry w poczuciu dumy, na twarzy maluje się łaskawy uśmiech. Wydawać by się mogło, że to malarz jest zwierzchnikiem lub opiekunem swojego mecenasa. Z obrazu przebija pewność siebie Courbeta i jego wiara w siłę ducha wybitnej jednostki, jako artysta polega na własnym talencie i pracowitości, a nie bogactwie. Jeszcze przed wykonaniem dzieła pisał w liście do Bruyasa: „...choćbym miał obejść świat dookoła, jestem pewien, że znajdę ludzi, którzy mnie zrozumieją: choćby ich było pięciu lub sześciu, sprawią, że będę mógł żyć, znajdą mnie. Mam rację – mam rację, znalazłem pana, to było nieuniknione, nie myśmy się bowiem spotkali, ale nasze postawy”. Aktem niezależności i dumy Courbeta był sam temat obrazu – artysta przedstawiony obok swego mecenasa.
Kompozycja oparta jest na ludowym drzeworycie przedstawiającym wiecznego tułacza. Trzy ludzkie sylwetki zostały ukazane na tle zwyczajnego, nieudramatyzowanego w żaden sposób, francuskiego krajobrazu. Jest on przedstawiony w realistyczny sposób, począwszy od kwiatów na pierwszym planie, przez pylistą drogę pogrążoną w świetle słońca i plamach cienia, aż po rozległy pejzaż w tle. Artysta daje do zrozumienia, że zwyczajny widok i pospolite życie mieszkańców prowincji są równie ważnym tematem malarskim jak cenione w tym czasie tematy religijne, mitologiczne czy historyczne. Wytresowany pies Alfreda Bruyasa, Breton, zatrzymuje się przy swoim panu. Zdyszane zwierzę dodaje nieco autentyczności tej wymyślonej scenie i również nawiązuje do motywu tułacza, w którym pojawia się pies.

## Przyjęcie obrazu
Z powodu pychy bijącej od postaci Courbeta obraz tytułowano ironicznie „Fortuna składająca hołd geniuszowi” lub nazywano interpretacją pokłonu Trzech Króli. Inny krytyk pisał: „Ani pan, ani jego sługa nie rzucają cienia na ziemię. Tylko Courbet ma moc zatrzymywania promieni słonecznych”.